# Steve Ince
Steve Ince – brytyjski twórca gier komputerowych.

## Kariera
Początek kariery Steve'a Ince'a można datować na 1993, gdy zawiązał współpracę ze studiem Revolution Software. Pracował przy grafice do gry przygodowej Beneath a Steel Sky, do dziś uznawanej za jedną z najwybitniejszych przedstawicielek gatunku. Dobre przyjęcie ze strony fanów pozwoliły mu w 1996 stać się producentem gry Broken Sword: The Shadow of the Templars - to właśnie za sprawą jej olbrzymiego sukcesu Ince zyskał rozgłos oraz rok później możliwość wyprodukowania kontynuacji pod tytułem Broken Sword: The Smoking Mirror.
W 2000 Ince stał się jednym z projektantów i scenarzystów gier In Cold Blood oraz Złoto i chwała: Droga do El Dorado, które jednak nie powtórzyły sukcesów poprzednio wymienionych tytułów. W 2003 pełnił tę samą rolę przy trzeciej części serii Broken Sword o podtytule The Sleeping Dragon. Mimo dobrych wyników sprzedaży, gra uzyskała rozczarowująco średnie oceny ze strony krytyków i graczy. Ponadto rezygnacja wielu doświadczonych członków ekipy Revolution Software skłoniła Ince'a do stworzenia własnej firmy o nazwie Juniper Games.
Pierwsze trzy projekty firmy to gry przygodowe: platformowa Mr. Smoozles, fabularna Mekapods oraz klasyczna Juniper Crescent: The Sapphire Claw. Pomysły do każdej z nich Ince zaczerpnął z internetowych komiksów. Mimo to gry te nie odniosły szczególnie dużego sukcesu i sprawiły, że większość graczy zapomniała o ich twórcy.
Obecnie Ince pracuje głównie jako niezależny scenarzysta. Od września 2007 współpracuje z francuskim studiem Wizarbox tworząc przygodówkę So Blonde. Na początku tamtego roku brał również udział w pisaniu fabuły w polskiej grze Wiedźmin. Ponadto tworzy książkę na temat pisania scenariuszy do gier na podstawie własnego doświadczenia.